# Peter Klein
Peter Klein (né le 21 février 1959 à Schötmar, Rhénanie-du-Nord-Westphalie) est un athlète allemand ayant représenté l'Allemagne de l'Ouest, spécialiste du sprint. Il participe en individuel à des championnats internationaux sans atteindre la finale, mais il rencontre plus de succès avec l'équipe ouest-allemande de relais 4 x 100 mètres, avec laquelle il est deux fois finaliste des Jeux olympiques et médaille de bronze aux championnats d'Europe 1982.
Il représentait le club de 1. FV Salamander Kornwestheim.

## Biographie

### Palmarès
| Date | Compétition                    | Lieu        | Résultat | Épreuve   | Performance |
| ---- | ------------------------------ | ----------- | -------- | --------- | ----------- |
| 1982 | Championnats d'Europe          | Athènes     | 3e       | 4 x 100 m | 38 s 71     |
| 1983 | Championnats d'Europe en salle | Budapest    | 4e       | 200 m     | 21 s 41     |
| 1984 | Jeux olympiques d'été          | Los Angeles | 5e       | 4 x 100 m | 38 s 99     |
| 1988 | Jeux olympiques d'été          | Séoul       | 6e       | 4 x 100 m | 38 s 55     |

### Records
| Épreuve    | Performance | Lieu | Date |
| ---------- | ----------- | ---- | ---- |
| 100 mètres | 10 s 39     |      | 1987 |